# Copiapoa
Copiapoa je rod kaktusa smješten u vlastiti tribus Copiapoeae, dio potporodice Cactoideae. Postoji 32 priznatih vrsta iz središnjeg i sjevernog Čilea.

## Vrste
1. Copiapoa ahremephiana N. P. Taylor & G. J. Charles
2. Copiapoa algarrobensis Katt.
3. Copiapoa angustiflora Helmut Walter, G. J. Charles & Mächler
4. Copiapoa boliviana (Pfeiff.) F. Ritter
5. Copiapoa calderana F. Ritter
6. Copiapoa cinerascens (Salm-Dyck) Britton & Rose
7. Copiapoa cinerea (Phil.) Britton & Rose
8. Copiapoa coquimbana (Karw.) Britton & Rose
9. Copiapoa corralensis I. Schaub & Keim
10. Copiapoa dealbata F. Ritter
11. Copiapoa decorticans N. P. Taylor & G. J. Charles
12. Copiapoa echinata F. Ritter
13. Copiapoa echinoides (Lem. ex Salm-Dyck) Britton & Rose
14. Copiapoa eremophila F. Ritter
15. Copiapoa fusca I. Schaub & Keim
16. Copiapoa grandiflora F. Ritter
17. Copiapoa griseoviolacea I. Schaub & Keim
18. Copiapoa humilis (Phil.) Hutchison
19. Copiapoa hypogaea F. Ritter
20. Copiapoa krainziana F. Ritter
21. Copiapoa laui Diers
22. Copiapoa leonensis I. Schaub & Keim
23. Copiapoa longistaminea F. Ritter
24. Copiapoa marginata (Salm-Dyck) Britton & Rose
25. Copiapoa megarhiza Britton & Rose
26. Copiapoa rarissima F. Ritter
27. Copiapoa rupestris F. Ritter
28. Copiapoa sarcoana I. Schaub & Keim
29. Copiapoa schulziana I. Schaub & Keim
30. Copiapoa serpentisulcata F. Ritter
31. Copiapoa solaris (F. Ritter) F. Ritter
32. Copiapoa superba I. Schaub & Keim